# 国家消防救援局天津训练总队
国家消防救援局天津训练总队，国家综合性消防救援队伍总队级单位，是对国家综合性消防救援队伍中、高级消防员进行培训和对社会各类相关人员开展职业培训的场所。培训基地位于天津市北辰区京津塘高速公路旁边，距离天津市中心大约20公里，距离北京市大约120公里，距离渤海湾大约45公里，紧邻205国道。

## 沿革
公安部消防局警官培训基地的前身是公安消防部队天津指挥学校。经中华人民共和国公安部批准，于2003年12月26日正式成立公安部消防局警官培训基地，为正师级单位，隶属公安部消防局直接领导。主要承担对公安消防部队中、高级警官的培训和对社会各类相关人员开展职业培训的职能。该培训基地占地面积260亩，建筑面积近5.5万平方米，划分为场地训练区、教学办公区、生活服务区。
2018年10月9日，公安消防部队移交应急管理部交接仪式举行。机构改革后，消防部队现役编制全部转为行政编制，成建制划归应急管理部。机构改革后，该部更名为应急管理部消防救援局培训基地。
2018年10月10日，应急管理部决定，自2018年10月10日零时起，至国家综合性消防救援队伍制式服装配发前，原公安消防部队、武警森林部队和警种学院人员停止使用武警部队制式服装和标识服饰，统一穿着无武警标识的作训服，并在作训服左兜盖上方佩带消防救援队伍身份标识牌。
2019年12月26日，更名为应急管理部消防救援局天津训练总队，为应急管理部消防救援局直属单位，主要担负全国消防救援队伍中级领导干部培训、综合性消防救援战术研究和应用及机动应急救援等任务。

## 历任领导

### 公安部消防局警官培训基地
| 公安部消防局警官培训基地主任 - 董黎明（？—？） - 伍伟（？—？） | 公安部消防局警官培训基地政治委员 - 张忠勇（？—？） - 王宇（？—？） |

### 应急管理部消防救援局培训基地
| 应急管理部消防救援局培训基地主任 - 闫文伟 高级指挥长（？—2019年12月） |

### 应急管理部消防救援局天津训练总队
| 应急管理部消防救援局天津训练总队总队长 - 杨国宏 高级指挥长（2020年5月—？） | 应急管理部消防救援局天津训练总队政治委员 - 闫文伟 高级指挥长（2019年12月—？） - 张春阳 高级指挥长（？—） |